# リチャード・ノーマン・ショウ
リチャード・ノーマン・ショウ（Richard Norman Shaw、1831年5月7日 - 1912年11月17日）は、ヴィクトリア朝の19世紀から20世紀始めに活躍したイギリスの建築家、都市計画家。
ジョージ・エドモンド・ストリートの設計事務所に勤めた後、独立。ストリート事務所にはウィリアム・モリスやフィリップ・ウェッブも在籍しており、彼はそこでアーツ・アンド・クラフツの影響を受けた。
田園都市の先駆といわれる郊外住宅地ベッドフォード・パークの計画（1875年）や住宅建築を手掛けた。次第に名声を得て、クイーン・アン様式のスコットランドヤード（ロンドン警視庁、1887-1888年）、エドワーディアン・バロックのピカデリーホテル（1908年）を残した。

## クイーン・アン様式
赤煉瓦で仕上げ、中世趣味を取り入れたスタイル。18世紀始めのアン女王時代（1707-1714年）風ということであるが、当時の様式そのままではなく、実際には自由な様式である。明治時代、日本が西洋建築を学習していた時期に一流建築家とされていたのがノーマン・ショウであり、辰野金吾の東京駅などにもその影響が見られる。